# Église Saint-Gall de Niedermorschwihr
L'église Saint-Gall est un monument historique situé à Niedermorschwihr, dans le département français du Haut-Rhin.

## Localisation
Ce bâtiment est situé place de l'Église à Niedermorschwihr.

## Historique
L'édifice fait l'objet d'un classement au titre des monuments historiques depuis 1993.
L'édifice fait l'objet d'une inscription au titre des monuments historiques depuis 1993.

## Architecture

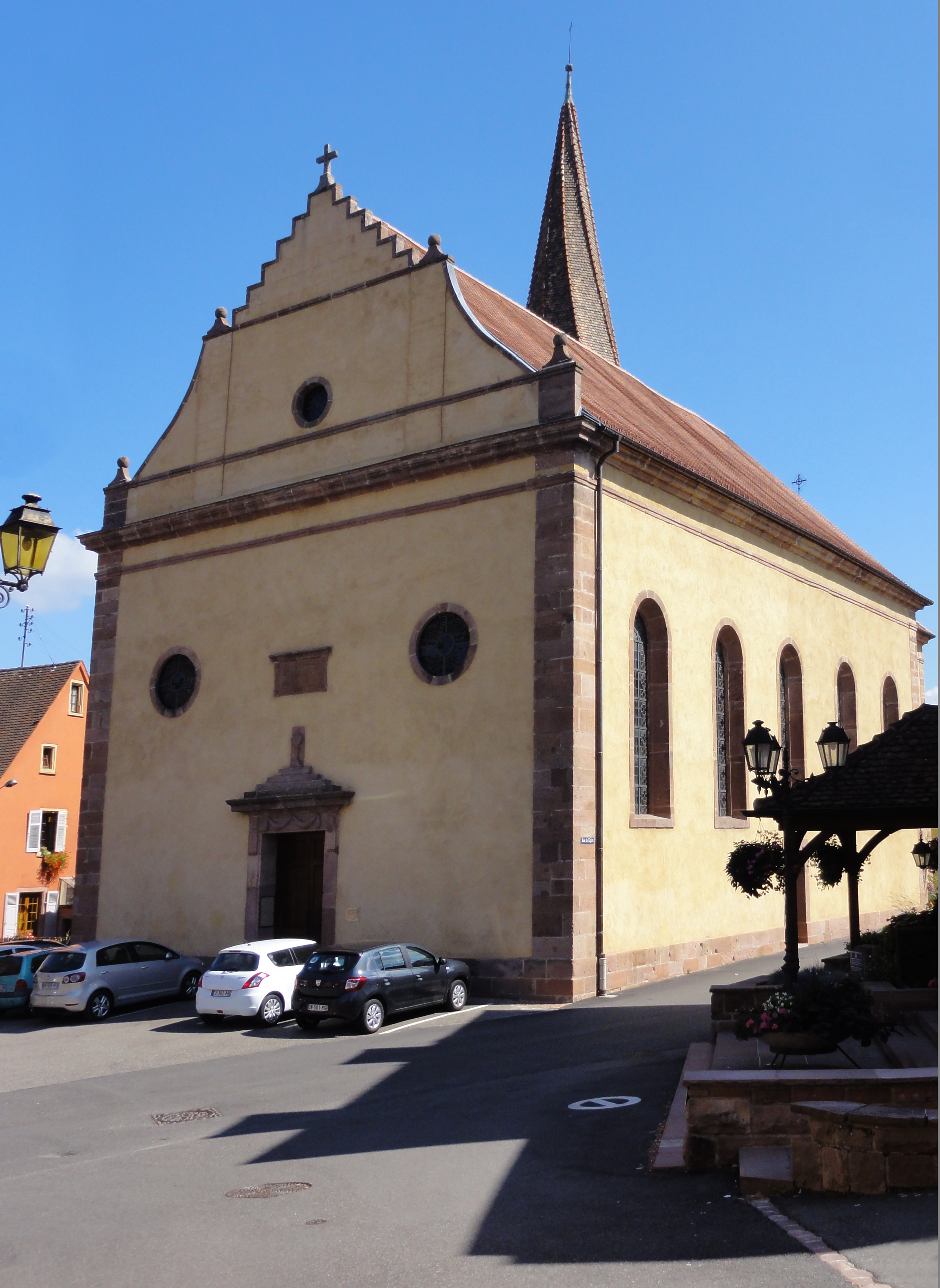
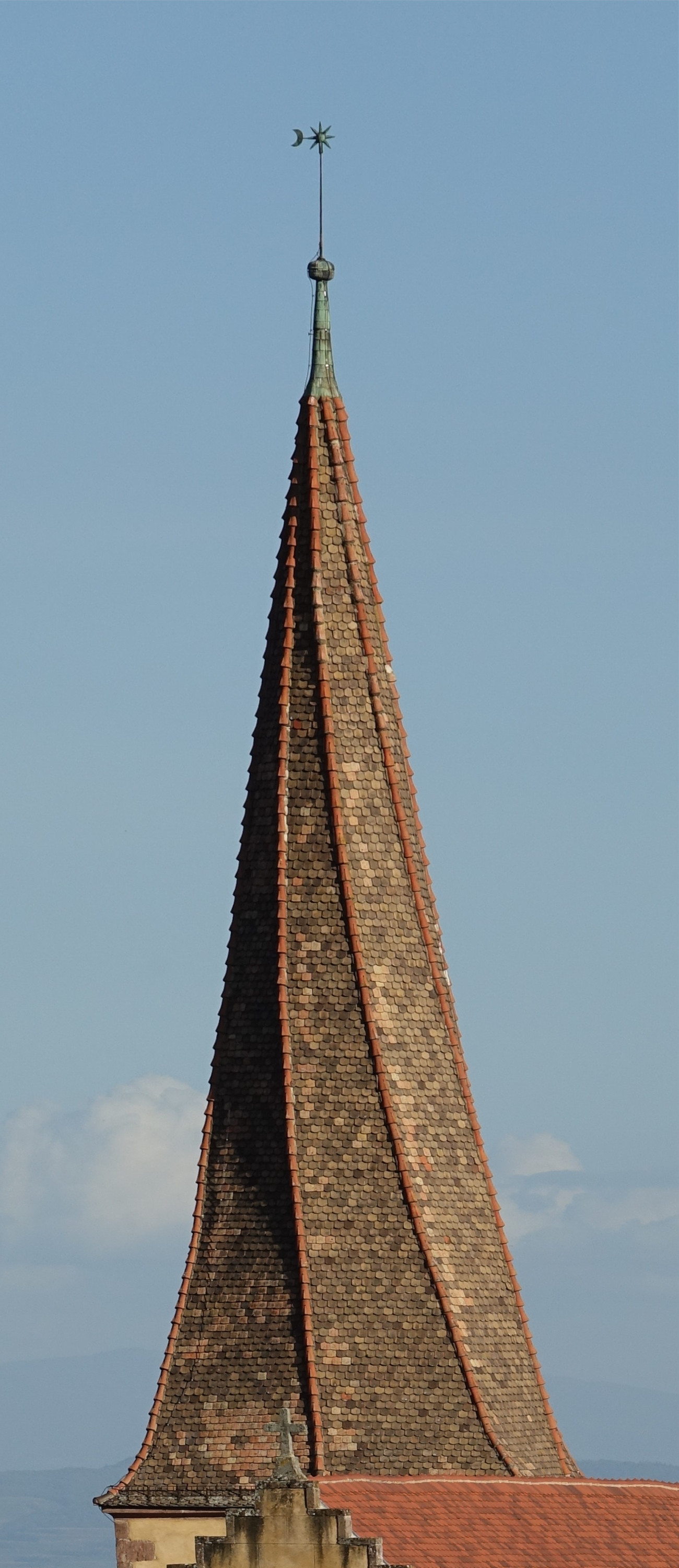
Le clocher vrillé.
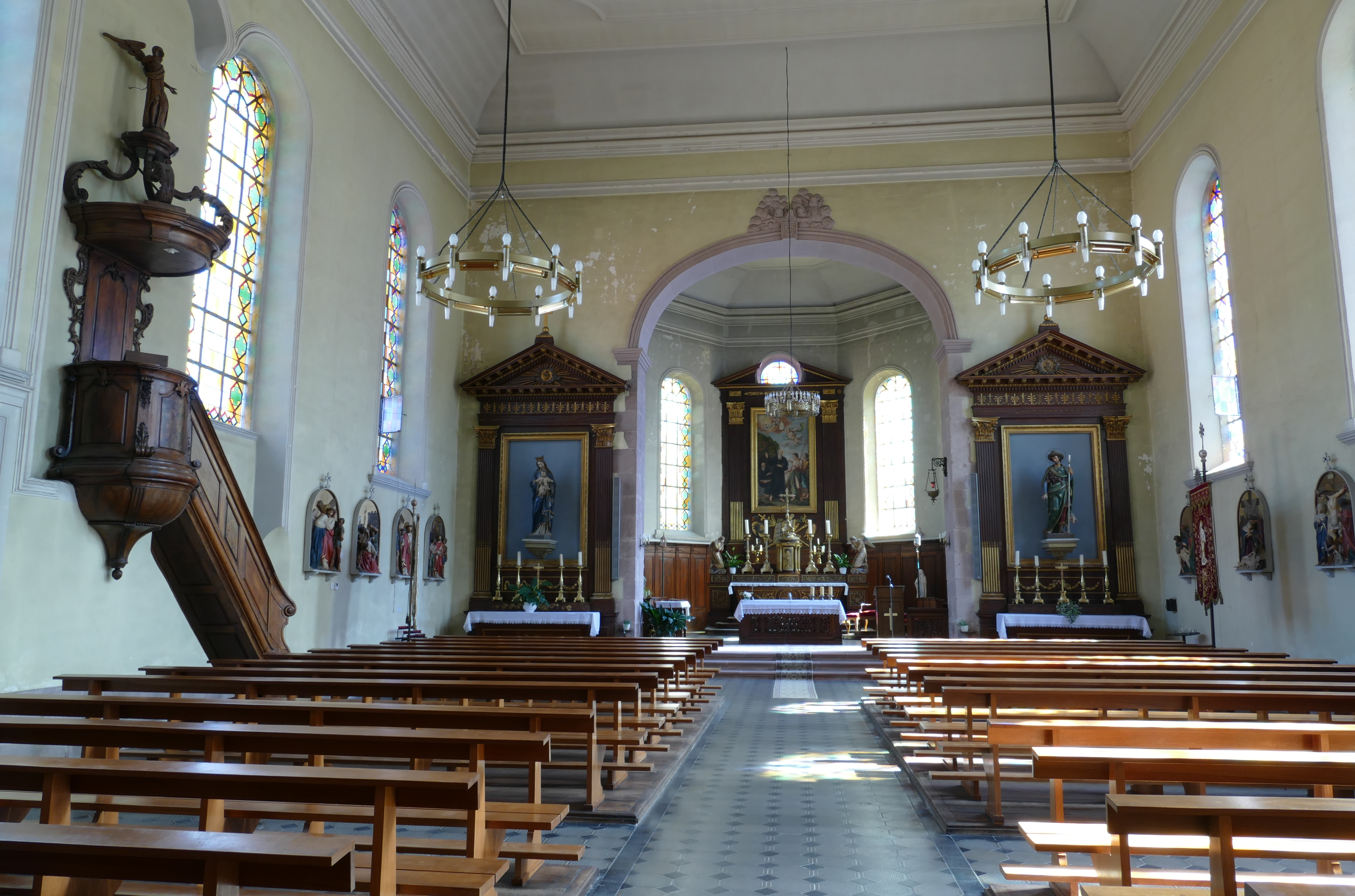
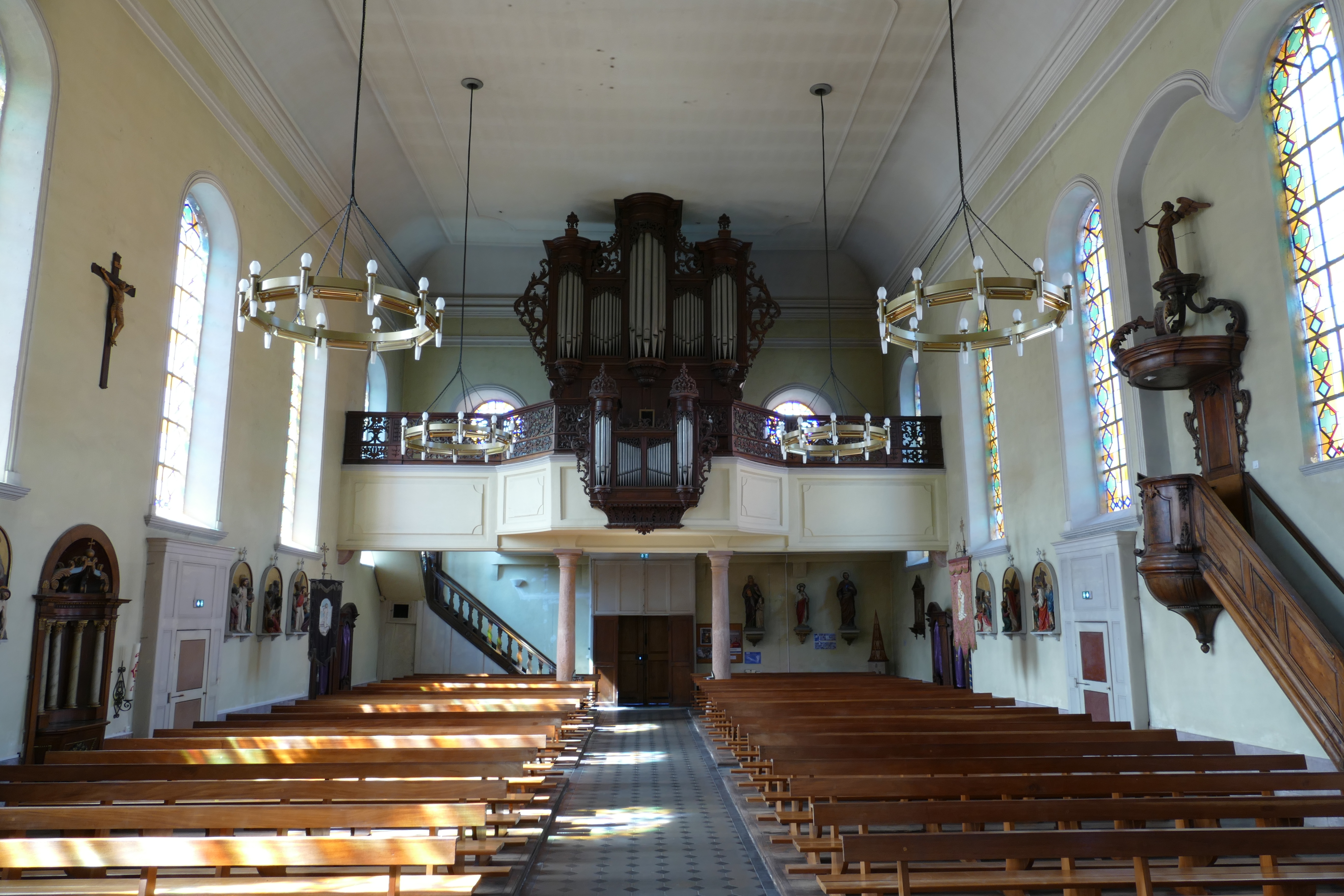
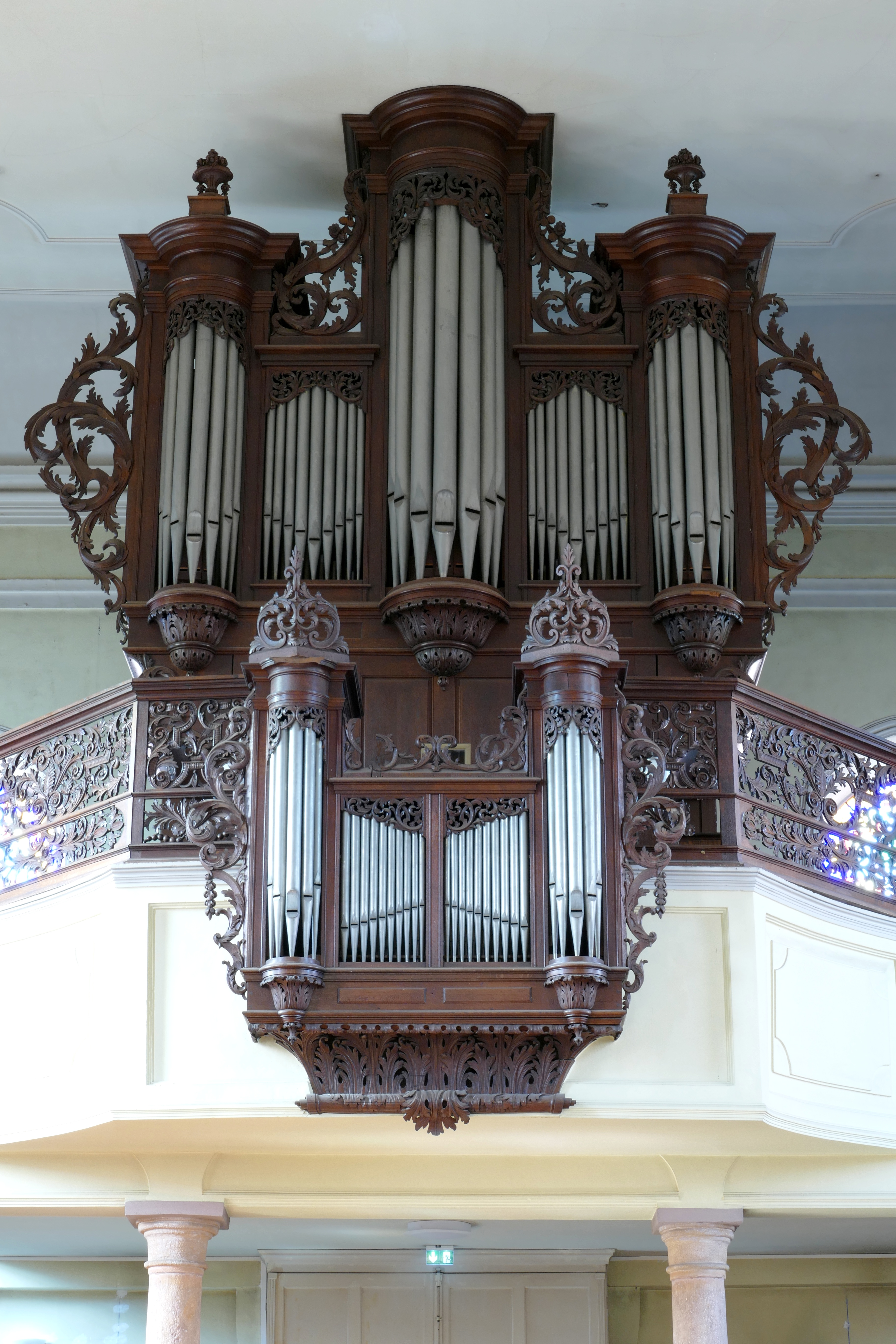